# Colorless
Colorless (jap. カラーレス) ist eine Manga-Serie von Mangaka Kent, die von 2019 bis 2022 in Japan erschien. Die Geschichte wurde ins Deutsche und Englische übersetzt und erzählt von einer postapokalyptischen Erde ohne Farbe und der Suche nach einer Möglichkeit, die alte Welt zurückzubringen. 

## Inhalt
Durch eine kosmische Katastrophe, die gewaltige Sonneneruption „Mercy Pulse“, wurde der Erde jede Farbe geraubt. Die Menschen mutierten durch die Strahlung und bald wurde die Erde fast nur noch von Mutanten bevölkert. Die Köpfe der meisten von ihnen sind zu knochigen Schädeln mutiert. Und auch die Daten auf vielen Computern gingen verloren und alte Maschinen werden zwar noch weiter genutzt, können aber nicht neu hergestellt werden. In den postapokalyptischen Städten ermittelt der Einzelgänger Avidia, um die letzten Spuren von Farbe zu finden und alte Technologien neu zu entdecken. Er ist als Forscher, aber auch Abenteurer unterwegs. Seine Gegenspieler ist der Idopsie-Kult, der Farbe als Gott verehrt und ein ähnliches Ziel verfolgt, dabei aber vor keinen Mitteln zurückschreckt. Als sie eines Tages Chie entführen, die Angestellte eines Cafés, das Avidia regelmäßig besucht, kommt es zum Kampf. Dabei kann er das Mädchen befreien und erkennt, dass sie unter ihrer Maske kein mutiertes Gesicht hat. Sie scheint der Schlüssel zu sein, um die alte Welt zurückzubringen.

## Veröffentlichung
Der Manga erschien in Japan zunächst in einzelnen Kapiteln im Online-Magazin Comic Border. Der Verlag Leed Publishing brachte die Kapitel später auch in sieben Sammelbänden heraus. Eine deutsche Übersetzung von Verena Maser erschien von August 2023 bis August 2024 vollständig bei Manga Cult. Auf Englisch erscheint die Serie bei Seven Seas Entertainment sowohl gedruckt als auch digital.